# 坎普贝卢
坎普贝卢是巴西米纳斯吉拉斯州的一个市镇。总面积526.753平方公里，总人口51375人，人口密度97.5人/平方公里。